# Patrice Rushen
Patrice Louise Rushen (Los Angeles, 30 september 1954) is een Amerikaanse jazzpianiste, multi-instrumentaliste, r&b-zangeres, componiste, producent, songwriter, muziekregisseur en opvoeder. Haar single Forget Me Nots uit 1982 ontving een Grammy Award-nominatie voor «Best Female R&B Vocal Performance». Het instrumentale Number One van haar album Straight from the Heart verdiende een extra Grammy-nominatie voor «Best instrumental». Haar 12e album Signature ontving in 1998 ook een Grammy-nominatie voor het beste instrumentale nummer. Rushen is ook een ambassadeur voor kunstenaarstalent in het onderwijs aan het Berklee College of Music en de voorzitter van het populaire muziekprogramma aan de USC Thornton School of Music.

## Biografie
Rushen is de oudste van twee dochters van Allen en Ruth Rushen. Op 3-jarige leeftijd begon ze piano te spelen en tegen de tijd dat ze zes was, gaf ze klassieke recitals. In haar tienerjaren ging ze naar de Locke High School in Zuid-Los Angeles en behaalde daarna een graad in muziek aan de University of Southern California. Na het winnen van een wedstrijd op 17-jarige leeftijd, die haar in staat stelde met haar band op te treden op het Monterey Jazz Festival, tekende Rushen bij Prestige Records en bracht daar de drie albums Prelusion (1974), Before the Dawn (1975) en Shout It Out (1977) uit. In 1978, toen ze 23 was, begon ze met opnemen bij Elektra Records.
Rushen trouwde in 1986 met Marc St. Louis, een concerttoermanager en een specialist in de productie van liveshows. Ze hebben een zoon, Cameron en een dochter genaamd Jadyn. De naam van haar uitgeverij Baby Fingers Inc. is ontleend aan haar bijnaam 'Babyfingers' vanwege haar kleine handjes. In 2005 ontving Rushen een eredoctoraat in de muziek aan het Berklee College of Music. Ze heeft een leerstoel populaire muziek aan het USC en is ambassadeur van kunstenaarstalent in het onderwijs aan het Berklee College of Music. Ze heeft gediend als filmcomponist voor tal van films, tv-shows en documentaires. Ze was lid van de jazzfusionband CAB, The Meeting (GRP Records) met Ndugu Chancelor, Alfonso Johnson en Ernie Watts. Rushen is ook muziekdirecteur en heeft gewerkt aan verschillende televisie-evenementen en aan Janet Jackson's wereldtournee Janet. Haar nummer Hang it Up was te zien in de videogame Fahrenheit uit 2005.

## Culturele impact
De nummers van Rushen worden vaak gesampled in muziek van andere artiesten. Het refrein van Forget Me Nots werd gebruikt als muziek voor het nummer Men in Black uit 1997. Rushen werd erkend als schrijver en componist, samen met Will Smith en Terri McFadden. Hetzelfde refrein is ook te horen in het nummer Fastlove van George Michael. Rushen was de eerste vrouw die als muziekdirecteur diende voor de 46e, 47e en 48e Grammy Awards. Ze was de enige vrouwelijke muzikaal leider/dirigent/arrangeur voor de late-night show The Midnight Hour, die in 1990 in een beperkte oplage op CBS te zien was.

## Onderscheidingen
De Grammy Awards worden jaarlijks uitgereikt door de National Academy of Recording Arts and Sciences. Rushen heeft drie Grammy-nominaties ontvangen.
Grammy Awards
| Jaar                           | Categorie                          | genomineerd werk        | Resultaat   |
| ------------------------------ | ---------------------------------- | ----------------------- | ----------- |
| 25th Annual Grammy Awards 1983 | Best R&B Instrumental Performance  | Number One (Track)      | Genomineerd |
| 25th Annual Grammy Awards 1983 | Best R&B Vocal Performance, Female | Forget Me Nots (single) | Genomineerd |
| 40th Annual Grammy Awards 1998 | Best Contemporary Jazz Performance | Signature               | Genomineerd |

Andere onderscheidingen
- 1988: ASCAP Songwriter's Award
- 1992: University of Southern California Black Student Assembly, Legacy of Excellence Award
- 1994: Crystal Award, American Women in film
- 1998: ASCAP Award, Most Performed Song in Motion Pictures voor 1997 voor Men in Black
- 1998: NAACP Image Award  Nomination for BEST  CONTEMPORARY JAZZ  RECORDING Signature
- 2005: Honorary Doctrate Berklee College of Music, Boston.
- 2020: The Ramo Music Faculty Award

## Discografie

### Hitlijsten
| Single met eventuele hitnotering(en) in de Nederlandse Top 40 | Datum van verschijnen | Datum van binnenkomst | Hoogste positie | Aantal weken | Opmerkingen |
| ------------------------------------------------------------- | --------------------- | --------------------- | --------------- | ------------ | ----------- |
| Forget Me Nots                                                | 1982                  | 29-05-1982            | 23              | 5            |             |

### Singles
- 1975:	Kickin' Back
- 1977:	Let Your Heart Be Free
- 1977: The Hump
- 1978:	Changes in Your Life
- 1979:	Hang It Up
- 1979: When I Found You
- 1980:	Givin' It Up Is Givin' Up
- 1980: Haven't You Heard
- 1980: Let the Music Take Me
- 1980: Look Up
- 1980: Don't Blame Me
- 1981:	Never Gonna Give You Up (Won't Let You Be)
- 1982:	Forget Me Nots
- 1982: Breakout!
- 1982: I Was Tired of Being Alone
- 1982: Number One
- 1984:	Get Off (You Fascinate Me)
- 1984: Feels So Real (Won't Let Go)
- 1987:	Watch Out
- 1987: Anything Can Happen
- 1987: Come Back to Me
- 1994:	I Do
- 2004:	Forget Me Nots / Number One

### Albums
- 1974:	Prelusion
- 1975:	Before the Dawn
- 1977:	Shout It Out
- 1978:	Patrice
- 1979:	Pizzazz
- 1980:	Let There Be Funk: The Best of Patrice Rushen
- 1980: Posh
- 1982:	Straight from the Heart
- 1984:	Now
- 1985:	Anthology of Patrice Rushen
- 1987:	Watch Out!
- 1994:	Anything but Ordinary
- 1996:	Haven't You Heard - The Best of Patrice Rushen
- 1996:	Forget Me Nots and Remind Me
- 1997:	Signature
- 2002:	The Essentials: Patrice Rushen

### Verschijningen
Met The Meeting
- 1990: The Meeting (GRP)
- 1995: Update (Hip-Bop)

Met Kenny Burrell
- 1980: Heritage (AudioSource)

Met Eddie Henderson
- 1976: Heritage (Blue Note)
- 1977: Comin' Through (Capitol)

Met Jean-Luc Ponty
- 1975: Upon the Wings of Music (Atlantic)
- 1976: Aurora (Atlantic)

Met Wallace Roney
- 2016: A Place in Time (HighNote)

## Filmografie
- 1980: American Bandstand  Haarzelf (One episode)
- 1981: Soul Train  Haarzelf (One episode)
- 1982: Top of the Pops  Haarzelf (One episode)
- 1987: Hollywood Shuffle
- 1988: Big (writer/vertolker: Forget Me Nots)
- 1988: Dominick and Eugene (vertolker: Somewhere)
- 1990: The Midnight Hour tv-series (onbekende afleveringen)
- 1990: Without You I'm Nothing
- 1991: The Best of Robert Townsend & His Partners in Crime (tv)  Haarzelf
- 1995: Waiting to Exhale (vertolker: And I Gave My Love To You)
- 1996: The Steve Harvey Show tv-series (onbekende afleveringen)
- 1996: A. Philip Randolph: For Jobs and Freedom (tv)
- 1996: America's Dream (tv)
- 1997: Men in Black (writer: "Men In Black")
- 1998: Ruby Bridges (tv)
- 1998: Monterey Jazz Festival: 40 Legendary Years (video)  Haarzelf (hostess)
- 2000: Cora Unashamed (tv)
- 2000: 100 Greatest Dance Songs of Rock & Roll (mini) tv-series  Haarzelf
- 2001: Fire & Ice (tv)
- 2001: The Killing Yard (tv)
- 2002: Our America (tv)
- 2002: Piano, Bass and Drums (Aix Entertainment), (dvd audio)
- 2002: Baby of the Family
- 2002: Just a Dream
- 2002: VH-1 Where Are They Now?  Haarzelf (One episode)
- 2004: TV in Black: The First Fifty Years (video)  Haarzelf
- 2005: Fahrenheit (videogame) (performer: Hang it Up)
- 2006: For One Night (tv)
- 2006: George Michael: I'm Your Man – A South Bank Show Special (tv) (writer: Fastlove)
- 2008: Burning Sands

- Bibliothèque nationale de France: cb138992801 (data)
- Gemeinsame Normdatei: 134504607
- International Standard Name Identifier: 0000 0000 5514 5558
- Library of Congress Control Number: nr91011494
- MusicBrainz: a247b1b8-8f47-4568-9a89-fa16b4a2b77f
- Système universitaire de documentation: 146515870
- Virtual International Authority File: 54333706